# Finsch' frankolijn
Finsch' frankolijn (Scleroptila finschi; synoniem: Francolinus finschi) is een vogel uit de familie fazantachtigen (Phasianidae). De wetenschappelijke naam van de soort is voor het eerst geldig gepubliceerd in 1881 door Barbosa du Bocage.

## Voorkomen
De soort komt voor in het zuidwesten van Afrika, met name van Gabon tot zuidwestelijk Congo-Kinshasa en westelijk Angola.

## Beschermingsstatus
Op de Rode Lijst van de IUCN heeft de soort de status veilig.